# Урочище Вертебиста
Уро́чище Верте́биста — ботанічний заказник місцевого значення в Україні. Розташований у межах Бурштинської міської громади Івано-Франківського району Івано-Франківської області, на північний схід від села Юнашків.
Площа 2,5 га. Статус отриманий у 2018 році. Перебуває у віданні Юнашківської сільської ради.
«Урочище Вербелисте» репрезентує лучно-степову рослинність Опілля. Його унікальність пов'язана з великою площею та добрим станом збереження природної рослинності. Природоохоронна та наукова цінність урочища обумовлюється наявністю популяцій 9 видів рослин, внесених до Червоної книги України, 6 видів, які охороняються на міжнародному рівні (додаток 1 Бернської конвенції, додатки 2 та 4 Дерективи оселищ Ради ЄС, Конвенція CITES), а також угруповань 3 формацій, внесених до Зеленої книги України. Раритетна складова рослинного світу урочища включає 33 рідкісні види та 3 угруповання, що є одним з найвищих показників раритетного біорізноманіття в області.